# Tricholaema melanocephala
El barbudo cabecinegro (Tricholaema melanocephala) es una especie de ave piciforme de la familia Lybiidae que vive en el este de África. Se encuentra en  Eritrea, Etiopía, Kenia, Somalia, Sudán del Sur, Tanzania, Uganda y Yibuti.